# Wig Wam
Wig Wam ist eine norwegische Glam-Metal-Band, die sich stilistisch an den klassischen amerikanischen Rockbands der 1980er-Jahre orientiert.

## Geschichte
Wig Wam kommt aus Norwegen aus der Provinz Østfold und wurde im Jahr 2001 gegründet. Vor der Gründung als „Wig Wam“ waren die Bandmitglieder in Bands wie Dream Police, Artch, Sha-Boom, Ole Evenrud, Alien oder auch mit Solo-Projekten aktiv. Mit Konzerten in ganz Norwegen erlangte die Band Aufmerksamkeit.
Im Jahr 2004 veröffentlichte die Band ihr Debüt-Album 667 … The Neighbour of the Beast. Nach ihrer Qualifikation für den Eurovision Song Contest in der Ukraine gab es einen Re-Release namens Hard to Be a Rock’n’Roller … in Kiev, der auch in anderen Ländern Europas in den Handel kam. Zu ihren musikalischen Einflüssen zählte die Band zum Beispiel Kiss, Dream Police, Jimmy Page, Led Zeppelin oder auch Marilyn Manson.
Trotz der tatsächlichen norwegischen Herkunft beschrieb die Gruppe ihre Bandgeschichte wie folgt:
Am 1. April 1970 wurde die Band in der Bronx, „dem polnischen Viertel New Yorks“ gegründet. In den Folgejahren veröffentlichte Wig Wam Platten wie The Black and Red Album (1974) und The Yellow Purple Brown and Black Album (1975), die sich einige tausend Male verkaufen konnten. 1976 wanderte Wig Wam nach Norwegen aus, wo sie seitdem auftreten.
Durch ihren Auftritt beim Eurovision Song Contest erregte die Band aufsehen in nahezu ganz Europa. So platzierte sich die Band mit ihrer Single In My Dreams in Schweden, Rumänien, Dänemark und Finnland in den Verkaufs-Charts. Am 19. September 2005 erschien ihre Single auch in Deutschland, Österreich und der Schweiz.

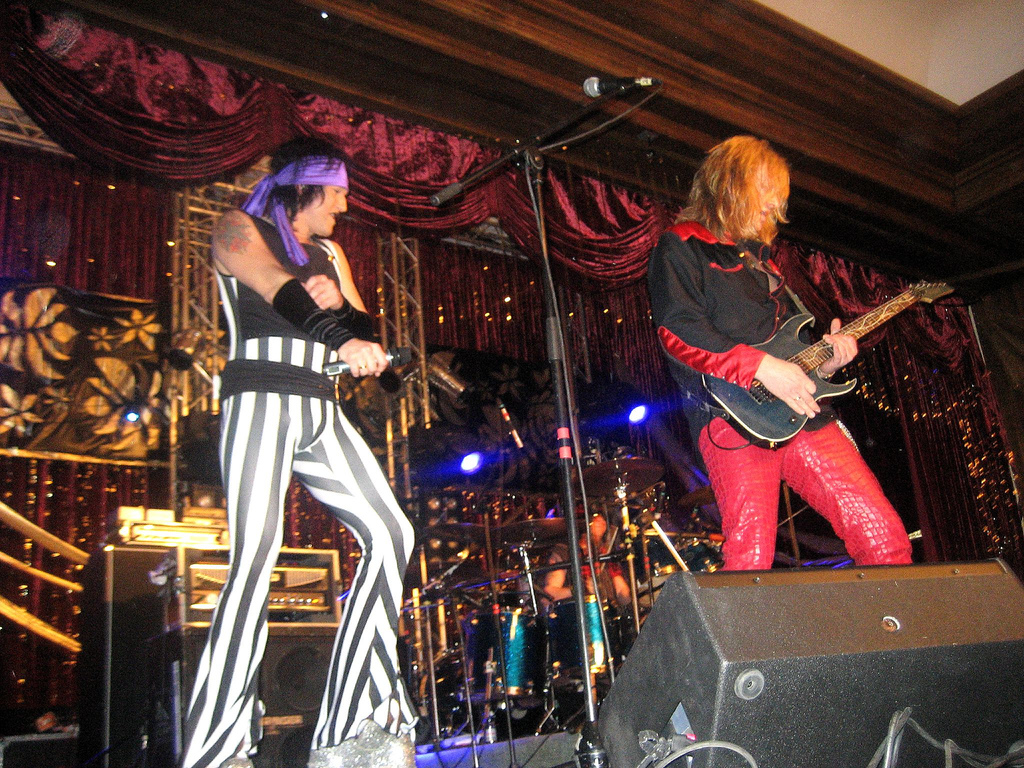
Wig Wam (2007)

Im März 2014 gab die Band auf ihrer Homepage ihre Auflösung bekannt. Frontmann Åge Sten Nilsen und Keyboarder Lasse Finbråthen gründeten rund zwei Monate später, Anfang Juni 2014, die Glam-Metal-Band Ammunition.
Am 22. November 2019 kündigte der Sänger Åge Sten Nilsen das Comeback der Band an. 2020 wäre die Band dann auf dem Tons of Rock Festival aufgetreten. Aufgrund der COVID-19-Pandemie musste dieser Auftritt aber verschoben werden. Im Jahr 2025 nahm Wig Wam erneut am norwegischen Vorentscheid für den Eurovision Song Contest, dem Melodi Grand Prix 2025, teil. Die Band erreichte dort mit dem Lied Human Fire den vierten Platz.

## Eurovision Song Contest
Beim Eurovision Song Contest 2005 trat Wig Wam für Norwegen an, nachdem sie den nationalen Vorentscheid Melodi Grand Prix für sich entscheiden konnten. Mit dem Lied In My Dreams, komponiert von Gitarrist „Teeny“, setzte sich die Band gegen sieben Konkurrenten durch und konnte somit an der 50. Ausgabe des Wettbewerbs teilnehmen. Am Ende belegten sie den neunten Platz mit 125 Punkten.
Bereits 2004 hatten Wig Wam am norwegischen Grand-Prix-Finale teilgenommen, am Ende aber nur den dritten Platz erreicht. Mit dem Titel Crazy Things musste sie sich dem Sänger Knut Anders Sørum (High) geschlagen geben, der dann beim Eurovision Song Contest 2004 auf dem letzten Platz landete. Frontmann „Glam“ versuchte zudem sein Glück schon einmal alleine beim norwegischen Vorentscheid 1998 und kam unter seinem damaligen Künstlernamen G’sten mit dem Lied Always Will auf Platz drei.

## Diskografie

### Studioalben
| Jahr | Titel                             | Höchstplatzierung, Gesamtwochen, AuszeichnungChartplatzierungen (Jahr, Titel, Platzierungen, Wochen, Auszeichnungen, Anmerkungen) | Höchstplatzierung, Gesamtwochen, AuszeichnungChartplatzierungen (Jahr, Titel, Platzierungen, Wochen, Auszeichnungen, Anmerkungen) | Anmerkungen                           |
| Jahr | Titel                             | CH | NO | Anmerkungen                           |
| ---- | --------------------------------- | --- | --- | ------------------------------------- |
| 2004 | 667... The Neighbour of the Beast | — | — | Erstveröffentlichung: 8. März 2004    |
| 2005 | Hard to Be a Rock’n’Roller        | — | NO10 Platin · (18 Wo.)NO | Erstveröffentlichung: 28. Juni 2005   |
| 2006 | Wig Wamania                       | — | NO10 (6 Wo.)NO | Erstveröffentlichung: 16. März 2006   |
| 2010 | Non Stop Rock’n’Roll              | — | NO3 (13 Wo.)NO | Erstveröffentlichung: 28. Januar 2010 |
| 2012 | Wall Street                       | — | NO19 (3 Wo.)NO | Erstveröffentlichung: 18. Mai 2012    |
| 2021 | Never Say Die                     | CH74 (1 Wo.)CH | — | Erstveröffentlichung: 22. Januar 2021 |
| 2023 | Out of the Dark                   | — | — | Erstveröffentlichung: 2023            |

### Livealben
- 2007: Live in Tokyo

### Singles
| Jahr | Titel Album                                | Höchstplatzierung, Gesamtwochen, AuszeichnungChartsChartplatzierungen (Jahr, Titel, Album, Platzierungen, Wochen, Auszeichnungen, Anmerkungen) | Anmerkungen                            |
| Jahr | Titel Album                                | NO | Anmerkungen                            |
| ---- | ------------------------------------------ | --- | -------------------------------------- |
| 2004 | In My Dreams Hard to Be a Rock’n’Roller    | NO1 Platin · (19 Wo.)NO | Erstveröffentlichung: 25. Oktober 2004 |
| 2005 | Bless The Night Hard to Be a Rock’n’Roller | NO11 (4 Wo.)NO | Erstveröffentlichung: 8. August 2005   |
| 2006 | Gonna Get You Someday Wig Wamania          | NO5 (4 Wo.)NO | Erstveröffentlichung: 13. März 2006    |
| 2006 | Bygone Zone Wig Wamania                    | NO16 (2 Wo.)NO | Erstveröffentlichung: 16. Oktober 2006 |
| 2010 | Do Ya Wanna Taste It Non Stop Rock’n’Roll  | NO11 (3 Wo.)NO | Erstveröffentlichung: 9. März 2010     |

Weitere Singles
- 2004: Crazy Things
- 2004: I Turn to You
- 2004: Hard to Be a Rock’n’Roller
- 2006: Dare Devil Heat
- 2012: Wall Street
- 2020: Never Say Die

### Videoalben
- 2005: Rock ’n’ Roll Revolution 2005 (NO: Gold)